# روين (بعدان)

تعديل مصدري - تعديل

روين هي إحدى قرى عزلة حيسان بمديرية بعدان التابعة لمحافظة إب، بلغ تعداد سكانها 391 نسمة حسب تعداد اليمن لعام 2004.